# Patrick Bologna
Pour les articles homonymes, voir Bologna (homonymie).
Patrick Bologna Rafiki, né le 14 septembre 1978 à Goma (Kivu), est un homme d'affaires et un homme politique de la République Démocratique du Congo. Il est le Président du parti politique ACO (Avenir du Congo) dont il est le cofondateur. En 2011, il est élu député national dans le district de la Funa à Kinshasa et siège depuis à l'Assemblée Nationale. Patrick Bologna compte également parmi les membres du bureau politique de la Majorité Présidentielle.

## Jeunesse et formation
Patrick Bologna est né le 14 septembre 1978 à Goma d'une mère italo-congolaise, Pina Bologna et d'un père congolais, Alphonse Bul-An-Sung, un cadre des douanes et accises originaire de la province du Bandundu.
En 1982, la famille s'installe à Kinshasa dans le quartier populaire de Matonge qui deviendra plus tard son fief électoral.
Patrick Bologna a douze ans quand ses parents l'envoient en 1990 poursuivre ses études en France. Il étudie au Collège Descartes au Blanc-Mesnil, dans la banlieue parisienne.
En 1996, il revient à Kinshasa et intègre l'Université Bel Campus pour y suivre un cursus en Marketing, Sciences Politiques et Relations Internationales. Il obtient une licence en commerce international en 2002. La même année, il se marie avec Stéphanie Nyombe Machozi, une sœur d'Olive Lembe, l'épouse du Président Joseph Kabila avec elle il a eu 3 enfants Olivia, Enzo et Elsa Bologna.

## Vie professionnelle
Patrick Bologna se lance dans les affaires en 2002. Il crée BOLPAT sprl, une société de location de véhicules et d'import-export en matériaux de construction en provenance de France, Belgique et Dubaï.
L'année suivante, il achète en 2004 la société REMEC sprl (Recherche et exploitation des Minerais de l'Est du Congo) qui détient des titres et permis de recherche dans des concessions d'or et de diamant à Panga en Province Orientale. REMEC signe un contrat de partenariat avec STELLAR DIAMOND, une société d'exploitation basée à Londres constituée d'anciens cadres de De Beers.
En 2017, Patrick Bologna crée la société PMC (Promotion des Mines au Congo) qui détient des permis de recherche dans 4 concessions situées respectivement à Mutshatsha et Lubudi (Province du Lualaba), à Kipushi (Province du Haut Katanga) et à Pangi (Province du Maniema).

## Débuts en politique
Patrick Bologna fait ses premiers pas en politique lorsqu'il devient le conseiller principal de Christophe Muzungu, nommé Ministre de la Culture et Art entre le juillet 2004 et novembre 2005 dans le gouvernement de transition qui succède à la période 1+4.

## Création du parti politique ACO - Avenir du Congo
Le 28 novembre 2009, Patrick Bologna crée le parti politique Avenir du Congo (ACO) avec 25 cofondateurs parmi lesquels on compte Sama Lukonde Kyenge et Dany Banza Maloba qui en devient le Président. Patrick Bologna est alors nommé Secrétaire Général du parti. L'ACO rejoint aussitôt l'AMP (Alliance pour la majorité présidentielle) fidèle au Président Joseph Kabila.

## Député National élu de Funa à Kinshasa
Le 28 novembre 2011 se tient l'unique tour du scrutin de l'élection présidentielle qui a lieu en même temps que les élections législatives (députés nationaux). Joseph Kabila Kabange emporte la présidentielle avec 48,95% des voix face à Étienne Tshisekedi wa Mulumba 32,33%.
Patrick Bologna est élu député national pour la circonscription de la Funa à Kinshasa. Le parti ACO compte alors 9 députés à l'Assemblée Nationale. Il s'agit de Dany Banza (élu à Likasi, Katanga), Olivier Mutwale (élu à Mont Amba, Kinshasa), Jeancy Manswa Mutiene, (élu à Tshangu, Kinshasa), Victor Menantangu (élu à Lukunga, Kinshasa), Simplice Ilunga Monga (élu à Likasi, Katanga), Alexis Yava Samuhonga (élu à Sandoa, Katanga), Pico Mwepu Kanyanta (élu à Malemba-Nkulu, Katanga), Kuliva Kabwika Mastaki (élu à Lubudi, Katanga) et Patrick Bologna (élu à Funa - Kinshasa).
En 2012, Modeste Bahati Lukwebo crée à l'Assemblée Nationale le groupe parlementaire "AFDC et Alliés". Ce groupe compte une quarantaine de députés nationaux et l'ACO en assume la vice-présidence. Patrick Bologna compte également parmi les membres du bureau politique de la Majorité Présidentielle.

## Président du Parti ACO - Avenir du congo
Le 21 novembre 2015, le Ministre de l'Intérieur Evariste Boshab prend formellement acte de la désignation de Patrick Bologna en qualité de Président National de l'ACO. En effet, Patrick Bologna est élu le 16 novembre 2015 par le collège des membres fondateurs du parti  en remplacement de Dany Banza qui a été définitivement exclu de l'ACO. Ce dernier a en effet rejoint le groupe G7 de l'opposition , entraînant avec lui d'autres membres du parti comme Sama Lukonde , Jeancy Mansua, Victor Manatangu et Olivier Mutwale. Le dissident Dany Banza finira par quitter le G7 en raison de divergences avec Moïse Katumbi. 
Le 20 janvier 2016, L'ACO confirme son soutien au Président Joseph Kabila en signant à Kinshasa la charte de la Majorité présidentielle (MP) avec 27 autres partis politiques. 